# كفر إخشا
كفر إخشا إحدى قرى مركز كفر الزيات التابع لمحافظة الغربية بجمهورية مصر العربية.

## التاريخ
كفر إخشا من القرى الحديثة، وأصله من توابع إخشا، ثم فصل عنها في سنة 1228 هـ/1813م. أصل القرية توابع مركز تلا بمديرية المنوفية ثم نقلت إلى مركز كفر الزيات بمديرية الغربية لقربها منه في 6 أبريل 1955.

## السكان
بلغ عدد سكان كفر أخشا 7531 نسمة حسب تقدير عام 2018.
| السنة  | 1882 | 1897 | 1907 | 1960 | 1976 | 1986 | 1996 | 2006  | 2018 |
| ------ | ---- | ---- | ---- | ---- | ---- | ---- | ---- | ----- | ---- |
| القرية | 1844 | 2529 | 2413 | 2582 | 3338 | 4411 | 5034 | 5,939 | 7531 |